# Pharmacopée des dogmatiques réformée
La Pharmacopée des dogmatiques réformée est un ouvrage publié en 1607, par Joseph du Chesne un médecin français, célèbre pour avoir défendu une forme conciliante du paracelsisme face à l'orthodoxie intransigeante de la Faculté de médecine de Paris.
Deux ans avant son décès, Joseph du Chesne publie un ouvrage de pharmacopée rassemblant les principales recettes médicamenteuses hippocrato-galéniques qu'il avait sélectionnées au cours de sa vie. Sous le couvert d'un appel aux autorités de l'Antiquité, à Hippocrate et à Hermès, il entend tenir compte de toutes les innovations apportées par la médecine byzantine et arabe aux Xe – XIIIe siècles et des remèdes distillés, issus de la vogue des techniques de distillation auprès des apothicaires et médecins du XVIe siècle.
Du Chesne propose donc un ouvrage d'une grande orthodoxie scolastique tout en insistant sur l'idée que la doctrine médicale ne doit pas rester figée mais doit progresser et s'enrichir des innovations venant aussi bien des médecins alchimistes arabes que des apothicaires distillateurs du siècle passé. Bien qu'il se soit interdit dans la très grande majorité des cas de proposer des remèdes chimiques ou spagyriques qu'il réserve pour un autre ouvrage à venir, la Pharmacopée spagyrique, il se permet dans les derniers chapitres quelques exceptions.

## Origine
Joseph du Chesne publia une première fois en Suisse en 1603, un ensemble de recettes de préparations médicamenteuses sélectionnées au cours de sa vie, sous le titre de Préparation des médecines dogmatiques en association avec De Priscorum Philosophorum. En 1607, il reprend et augmente l'ouvrage qu'il publie à Paris sous le titre de Pharmacopaea Dogmaticum restituta, traduit en Pharmacopée des dogmatiques réformée. Par réformée, il faut entendre « renouvelée, corrigée », et par dogmatique l'école « hippocratique et galénique ». Il propose donc une pharmacopée hippocrato-galénique débarrassée des remèdes anciens inutiles et enrichie par les idées nouvelles pour rendre les médicaments plus efficaces et faciles à utiliser, car dit-il « c'est folie de croire que la médecine...soit parvenue à une telle perfection, qu'après la révolution de tant d'années & de siècles, on n'y trouve rien à changer, rien à ajouter ou diminuer ». Comme il l'a fait toute sa vie, il défend l'idée moderne qu'il faut contribuer au progrès de la connaissance scientifique plutôt que de ressasser indéfiniment le savoir des Anciens, censé avoir atteint la perfection ultime.
L'ouvrage connaitra un beau succès de librairie puisqu'il sera réédité plus de 25 fois en latin et en français jusqu'en 1648.
Dans les premiers chapitres, du Chesne présente les techniques alchimiques de préparations des remèdes, avec un rôle central dévolu à la distillation (p. 17). Car dit-il, la connaissance de l'Art chymique est nécessaire non seulement aux apothicaires mais aussi aux médecins qui désirent se faire un nom (p. 14).
Le reste de l'ouvrage est une longue liste de formes médicamenteuses, regroupés en chapitres soit suivant la forme physique finale du remède (décoctions, vins, sirops, baume...) soit suivant les indications (vomitoires, purgatifs...). Une grande partie des préparations provient de confrères, fournies lors de voyages à l'étranger, ou lui sont personnelles.

## Contenu

### Les eaux distillées (distillats), provenant de l'art distillatoire duXVIesiècle
La technique de la distillation qui n'est apparue dans le monde gréco-romain que vers le IIIe siècle (avec l'alchimiste Zosime de Panopolis et donc après Galien), fut oubliée en Europe durant le Haut Moyen Âge. Elle revint en Europe occidentale aux XIe – XIIe siècles, grâce aux traductions en latin des ouvrages des médecins alchimistes de langue arabe (comme Rhazès et Avicenne), qui l'avaient appliquée à la médecine.
À partir du Livre de distillation publié en 1500, de l'apothicaire strasbourgeois Hieronymus Brunschwig (1450-1512), de nombreux traités de distillation ont proposé durant tout le XVIe siècle, de concentrer les principes actifs des plantes médicinales par la distillation.
Ces nouveaux remèdes des humanistes (al)chimistes de la Renaissance, étaient proposés à l'intérieur du galénisme. Le remplacement des certaines formes galéniques de la matière médicale par des formes distillées ne posa pas de problème tant qu'elles se firent hors du système de pensée de Paracelse. Par contre, vers la fin du XVIe siècle, la doctrine de Paracelse commença à se diffuser et malgré des ré-interprétations l'expurgeant de ses élucubrations magiques les plus sulfureuses, elle suscita de très vifs débats et pour certains un refus catégorique de toute compromission avec un « sorcier associé au diable ».
Joseph du Chesne, le défenseur attitré d'une forme très adoucie du paracelsisme, va grâce à sa pharmacopée dogmatique réformée créer les conditions de l'intégration de quelques remèdes chimiques dans la médecine galénique de la Faculté, en proposant des recettes de fabrication d'un grand nombre de plantes médicinale par distillation - une technique pourtant totalement inconnue d'Hippocrate et Galien et comme il le dit lui-même, étiquetée comme une « invention Spagirique qu'il serait plus à propos de traiter dans la Pharmacie Spagirique » (p.16). Or le succès des techniques de distillation auprès des apothicaires fut tel au XVIe siècle qu'avant même que la doctrine spagyrique de Paracelse (étroitement associée à cette technique) ne soit connue, la plupart des boutiques d'apothicaires possédaient déjà des alambics. Du Chesne exploite cette pénétration méconnue de l'Art chimique en médecine, pour faire valoir son intérêt et essayer d'obtenir beaucoup plus.
Des diverses opérations de l'Alchimie (ou Spagyrie), calcination, digestion, fermentation, distillation, circulation, sublimation et fixation, la distillation est dit-il, « la plus principale opération, la plus commune,& à laquelle toutes les autres se rapportent presque, ou du moins sont inventées à son occasion » (p. 17). On ne peut s'appuyer sur les écrits des Anciens, pour savoir quelles substances on peut distiller mais sur la « Philosophie Hermétique...accompagnée de l'expérience qui est au dessus de la raison » dit-il (p. 20).
Il donne une longue liste, de 118 de plantes « que le Pharmacien doit garder préparées chez soi,& les distiller en tout temps ». Le produit liquide obtenu par distillation, appelé actuellement « distillat », possédait à cette époque l'appellation générique d' « eau » (comme eau de rose, eau florale, eau-de-vie etc.). Il classe ces eaux thérapeutiques suivant les qualités hippocratiques du chaud et du froid.
Pour
- les eaux chaudes (p. 36-38), il s'agit de l' eau d'aneth, d'ail, d'ambroisie, de camomille, de chélidoine, d'iris, de lavande, de pouliot, de rue etc.
- pour les eaux froides (p. 38-39): eau d'oseille, de bourrache, de concombre, de fraises, de melon, de plantain, de pavot rouge, de roses, de joubarbe, de violettes etc.
- Et entre les deux, les eaux tempérées (p. 39-40): eaux d'aigremoine, d'asperges, d’alkékenge, de cerfeuil, de coings, de fumeterre, de mauve, de mercuriale etc.
Il donne ensuite des indications spécifiques de chaque eau. Par exemple: « L'eau de frêne mélée avec son sel, est un remède spécifique pour la surdité non invétérée » (p. 41).
Il présente aussi des remèdes complexes (un de ses thèmes favoris), fait d'un assemblage compliqué de plusieurs dizaines de racines, bois, fleurs et fruits de plantes. Parfois il rajoute une version simplifiée de la préparation. Voici par exemple, une recette d'Élixir de vie bien plus facile (p. 61)
| Élixir de vie bien plus facile (p. 61-62) | |
| | Prends des racines de gentianes coupées par tranches & seichées Les racines du petit centaure, de chacun oz iy. Le galange, Le canelle, Fleurs de muscade, Et cloux de girofle, de chacun oz j. Les fleurs de sauge, Le mille pertuis, Le romarin, de chacun deux pincées, Six pintes de tres-bon vin blanc. |
| Que cela soit macéré dans un matras de verre bien bouché, par l'espace de huit jours, au feu lent du bain marie puis bien fort exprimé & distillé à sec dans un alambic de verre sur les cendres... Il faut donner de cet élixir la quatrième partie d'une cuillère d'argent tout seul, ou avec une liqueur convenable & long-temps. C'est un spécifique remède pour toutes cachexies, imbécilités d'estomach, qui purge des humeurs spécifiques visqueuses & mucilagineuses qui s'y attachent... On peut en prendre deux fois la semaine, mais par un long espace de temps. | |

### Renouvellement de certaines formes médicamenteuses grecques et arabes
Après les eaux (distillats), inconnues des Anciens, sont présentés les formules plus classiques des décoctions, vins, oxymels & hydromels, syrops, purgatifs, vomitoires, clystères, confitures, opiates etc. Il s'agit de formes galéniques améliorées, revisitées dirait-on aujourd'hui. Toutes ne venaient d'ailleurs pas de l'Antiquité, puisque bon nombre de juleps, sirops, conserves et poudres venaient directement des Arabes et celles dont l'origine remontait à l'Antiquité, avaient subies des adaptations lors de leur passage par la médecine byzantine et arabe. La médecine antique étant revenue en Europe occidentale, via le passage par l'empire byzantin et l'empire islamique aux IXe – XIIe siècles, les innovations alchimiques des médecins de langue arabe, comme Rhazès et Avicenne, passèrent en Europe, intégrées à la doctrine galénique. En ce XVIIe siècle, la pharmacopée de référence pour la Faculté, était d'ailleurs celle du Byzantin, Nicolas Myrepsos, Antidotum Nicolai, qui datait du XIIIe siècle, et dont beaucoup de remèdes venaient de la pharmacopée arabe. Du Chesne reconnait plusieurs fois sa dette à Nicolas (et à Mésué et Avicenne), mais une fois, il se permet de dire que son remède distillé est préférable à celui de Nicolas.
- Recettes galéniques gréco-romaines

Le chapitre que du Chesne consacre aux vins médicinaux est tout à fait orthodoxe. Depuis l'Antiquité, les vins médicinaux ont été prescrits par les médecins. Quatorze siècles après Dioscoride, on trouve dans un ouvrage intitulé Le Livre des vins (Liber de vinis, vers 1322-1328), un inventaire des vins thérapeutiques produits avec des plantes, soit en les mettant à fermenter dans du moût de raisin, soit en effectuant une décoction dans du vin. Du Chesne reprend ces techniques classiques, mais en proposant en général des compositions complexes faites à partir de plusieurs plantes, avec des indications originales. Ainsi un grand classique, l' Hippocras commun (p. 198) est obtenu en laissant macérer de la cannelle, de la girofle, de la cardamone, des grains de Paradis et du gingembre dans du vin blanc avec du sucre.
Comme pour la médecine galénique, la surabondance d'une humeur était à l'origine de la plupart des maladies, il fallait pour l'évacuer disposer de clystères ou de médicaments purgatifs et vomitifs.
Le clystère (ou lavement), prescrit par Galien et Celse, qui après avoir été banni durant le Haut Moyen Âge, réapparaît aux XIIe – XIIIe siècles. Il sera très en vogue aux XVIIe – XVIIIe siècles. Prescrit par les médecins, il est préparé par les apothicaires et administré par les garçons apothicaires ou les serviteurs. Du Chesne qui lui consacre le chapitre XVII (p.376 à 389), décrit une multitude de clystères. Ainsi « Les clystères mollificatifs ou amollissants, qui humectent la matière fécale du ventre recuite & endurcie, sont composées de racines & feuilles de Guymauve, de Manne, Violets, branche fine, Bete, auxquelles on ajoute les huiles, le beurre ou autres graisses... » (p. 378).
Du Chesne consacre ensuite un chapitre aux Purgatifs, remèdes hautement prisés depuis Galien, qui « ont pour vertu efficace d'entrainer & vuider les humeurs, dont les uns font sortir les sucs pituiteux, les autres bilieux & les autres les mélancholiques & adustes, ou par vomissement, ou par selle » (Chap. XIII, p. 300). Du Chesne, d'une parfaite orthodoxie galénique, invoque donc l'antique théorie des humeurs, pour justifier l'usage d'une foule de traitements, comme l'électuaire de suc de rose de Nicolas ou l'électuaire de roses de Mésué pour les maladies qui procèdent de la bile jaune.
Les Grecs et les Romains utilisaient principalement le miel comme édulcorant et comme conservateur, bien que le sucre de canne ne leur fut pas complètement inconnu (puisque la canne à sucre était cultivée en Égypte). Joseph du Chesne passe en revue diverses préparations d' oxymels et hydromels (chap. X, p.214-235, et chap. XI), faits à partir d'eau et de miel, les premiers ayant en plus du vinaigre. Il rajoute aux formules classiques de Galien et Dioscoride, des ingrédients spécifiques pour traiter des maladies particulières. Il propose des formules d'oxymel avec diverses assemblages de plantes médicinales réputées « phlegmagogues, cholagogues,& mélanogogues, c'est-à-dire, propres à évacuer la pituite, la bile & et le suc mélancholic » ou bien diurétique, pectorales etc. Ainsi l'Oxymel de Nicotiane admirable pour purger, non seulement la pituite crasse mais aussi l'une et l'autre bile (p. 223-224) faite avec des feuilles de tabac (ou nicotiane) récemment connue en France, du glayeul desséché, de la réglisse etc. L'oxymel pectoral contiend des racines de panicaut, de la scabieuse etc.
- Recettes galéniques arabes

C'est le cas des préparations aqueuses sucrées inventées par la médecine islamique.  Électuaires, poudres médicinales, sirops, confitures, oxymels, sont autant de formules à succès en Europe qui furent décrites en détail par Avicenne en 1020, dans le livre V du Canon.
L'intérêt principal de ces formulations à concentration élevée en sucre est leur capacité de conservation élevée.
Le sucre qui était demeuré une épice rare et chère au Moyen Âge, commença à être plus consommé à la Renaissance, notamment sous forme de confitures.
Les sirops (chap. XII, p. 241) ont été inventés par les médecins de langue arabe. Ils se préparent par macération ou décoction de plantes avec autant de sucre, puis réduction au feu jusqu'à obtenir la consistance désirée. Du Chesne propose plusieurs syrops réformés fabriqués avec du vin ou de l'eau-de-vie (une substance qui commença à être fabriquée à partir du XIIe – XIIIe siècle à Florence). Ainsi pour le Syrop simple de Canelle faict avec eau de vie, on met à macérer trois à quatre jours, de la cannelle dans de l'esprit de vin très fort, puis après avoir clarifié la liqueur, on y rajoute du sucre, on flambe et on fait réduire.
Les confitures sont des confiseries réalisées avec des ingrédients cuits dans du sucre, plutôt que des confitures au sens moderne du terme (chap.XXI, p. 434). En cuisant dans du sucre, racines, fruits et fleurs aux vertus médicinales, on obtient un remède plus agréable au goût et se conservant mieux. Ainsi, des conserves de romarin, lavande, souci, marjolaine, etc.
Les électuaires sont des poudres incorporées à du miel ou du sirop. Il cite par exemple, l'Électuaire de suc de rose de Nicolas et l'Électuaire de roses de Mésué.
L'action du fer sur les anémies ferriprives était connu par du Chesne. La Poudre Cachectique de du Chesne (p. 359) est constituée de « limaille d'acier réduite en alkool [poudre] fort menu par eau simple, ou calcinée avec souphre, fécule de racines d'aron, ambre gris, etc. ». Il indique que « Cette poudre est un remède souverain à toutes palles & mauvaises couleurs, comme aux cachexies ». Avicenne considérait que la prise interne de fer était dangereuse, aussi préconisait-il de l'accompagner de pierre d'aimant.

### Recettes d'origine animale, minérale ou même humaine (cadavérique ou excrémentielle)
Les substances animales (rate de bœuf, vieux coq...excréments) sont aussi utilisées. Le chapitre XX sur Des confections aromatiques, ou des Espices ou Poudres fortes, Tablettes & Trochisques (pastilles) en est friend.
Par exemple, on trouve une dragée contre la jaunisse faite de fiente d'oison, qui se repait d'herbes au printemps, séchée au soleil, pulvérisée, prise seule ou avec du vin blanc (p. 423). On trouve aussi des décoctions de la fiente blanche d'une poule, de la fiente de paon mâle , etc.
Du Chesne trouve une rationalité chimique à l'usage de ces substances, car dit-il,
| les excréments de ces animaux aériens, dont la nature est fort chaude, sont pleins de nitre & de souphre, telle qu'est aussi la fiente de pigeons, dont on extrait grande quantité de souphre, ainsi qu'avons remarqué ailleurs. D'où vient que cesdit excréments ont une merveilleuse vertu d'inciser, d'atténuer,& dissoudre,& retiennent les vertus des simples dont iceux animaux sont nourris, lesquels par digestion & concoction se changent en quintes essences dans le ventre de ces animaux aériens (p. 424) |
Voici donc une argumentation d'une rationalité typiquement paracelsienne: pour le médecin suisse, l'extraction par les processus alchimiques (notamment de distillation) de la vertu des plantes permet de concentrer la partie pure et thérapeutiqment efficace et d'obtenir des quintessences, des arcanes et autres remèdes. Or si la nourriture interne est transformée comme le pense Paracelse lors de la digestion par un « Alchimiste interne », il suffit d'aller directement à cette source de quintessence.
Certaines formules associent des distillats de plante, d'animaux auxquels on ajoute des substances chimiques. Citons par exemple l'Eau Podagrique (contre la goutte, p. 111) faite en distillant de la semence de grenouilles et de l'urine d'enfant buvant du vin, avec des plantes (Bouillon blanc, fougère) et de la thériaque, du vitriol, du sel ammoniac et de l'alun.
Dans le chapitre XXII (p. 445) sur les Antidotes liquides fortifiants, des extraits d'animaux et d'humains sont parfois utilisés. Parmi les substances animales utilisées, on trouve : le poumon de renard et de lièvre, la peau dans l'estomac des poules, de la rate de bœuf, des yeux d'écrevisses, les couillons de bièvre [castor], les cornes de cerf, le sang, etc. Parmi les substances humaines, sont citées les raclures de crâne humain et la fameuse mumie paracelsienne.
Le Grand Antidote hépatique pour les riches contient des extraits de foie de veau et d'esclaire (oiseau de proie), du magistère de coraux etc. Ici, du Chesne s'excuse d'outrepasser la limite de la pharmacopée dogmatique même revue et corrigée.
| Les Hermétiques me pardonneront si je me sers de leurs secrets & magistères à polir & embellir la Pharmacopée des Dogmatiques, le défaut des autres remèdes m'a induit à ce faire, vu qu'on ne trouve aucun médicament plus excellent que celui-ci pour corroborer le foie & la faculté naturelle (p. 459) |
Le Grand Antidote céphalique constitué de « grand extrait céphalique; Magistère de crâne humain; Sel de crâne; Essence de castoreon; Espices de Diambre; Huile de cloux de girofle, etc » (p. 449). L'extrait de crâne humain se prépare en pilant dans un mortier des crânes récents, en couvrant d'eau-de-vie, en laissant macérer douze jours, puis en extrayant par pression un liquide que l'on distille (p. 532-533). Cet antidote sert à traiter tous les maux touchant le cerveau (apoplexies, paralysie, vertiges)
Dans la vision cosmique de l'homme de Paracelse, l'homme est le microcosme qui contient toutes les qualités du macrocosme. C'est le plus noble alliage fait à l'image de Dieu. « Toutes les vertus des plantes et des arbres sont incluses dans le cadavre (Mumie)... de même que toutes les qualités des métaux, des marcassites et toutes les qualités des gemmes. » (Quatrième traité de l'Invisible)
Tout au cours du XVIIe siècle, les diverses éditions de la Pharmacopée des dogmatiques réformée, comportaient à la fin de l'ouvrage deux petits traités : Traité familier de l'exacte préparation Spagyrique des médicaments d'entre les Minéraux, Animaux & Végétaux suivi de une Brève response au livret de jacques Aubert, touchant la génération & causes des Métaux.